# 公明黨
公明黨（日语：／ Kōmei-tō */?），簡稱公明，是日本的一個中間偏右政黨。
公明党與日本的宗教法人組織創價學會有密切關係。成立于1964年（昭和39年）11月17日，總部位在於日本東京都新宿區南元町17。目前黨員數量約有45萬名。
自1999年與自由民主黨結盟，两党在1999年—2009年以及2012年至今共同聯合執政，並且保持密切合作關係。

## 发展历程

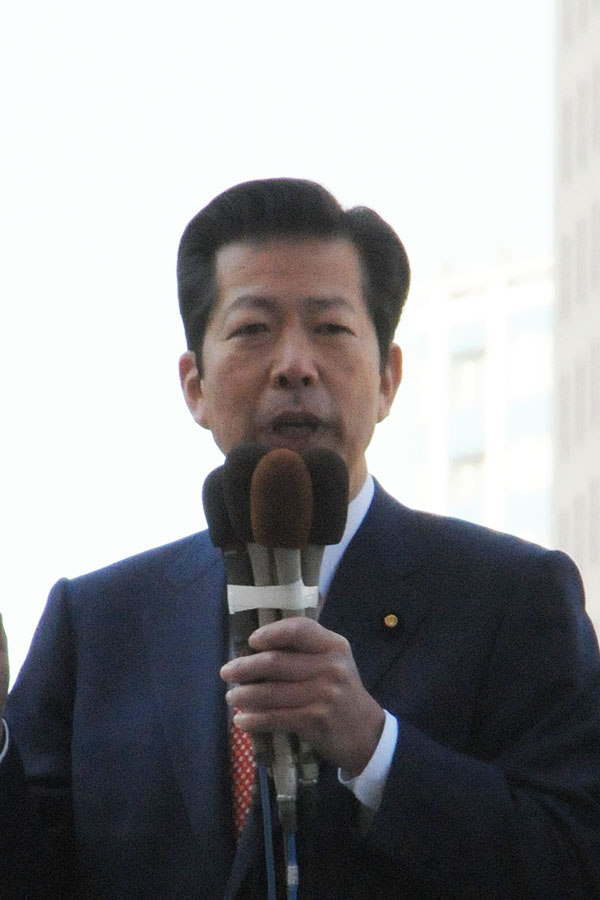
公明党前党首山口那津男

1961年，为了进入众议院，在最大支持者创价学会支撑下，公明政治联盟成立。随后在1964年，公明党成立。但由于与创价学会关系密切，甚至让创价学会插手其组织人事事务，因此被认为违反了日本国宪法的有关“政教分离”的规定而倍受批评。于是，公明党开始对其宗教色彩加以控制，并开始邀请一批非创价学会人士入党，于1970年实现了政教分离，但是至今创价学会仍为公明党的母体。
公明党诞生之后，自民党和社会党两大政党的格局进一步被削弱。1973年，公明党与社会党及民社党三大在野党开始以“反自民”的旗帜进行合作，主张建立“中道革新联合政权”，但是1970年代后半期开始，公明党也开始在地方选举中与自民党，民社党合作。1993年众议院大选，长达38年的自民党政权终于倒台，公明党遂与其余非自民、非共產的七党组成新的八党联合政权，在新成立的细川内阁中获得四个大臣席位，首次成为执政党。1994年4月细川内阁倒台后，在新成立的羽田内阁中，公明党更获得了六个大臣席次。可是很快非自民党内阁因不足众议院多数而下台，自民党则拉拢社会党及先驅新党重新执政，公明党再度成为在野党。
1994年自民党重新上台后，在野党重新整合，公明党短暂分党，脫離與自民党合作的主体組成公明新黨且隨即并入新进党，足以抗衡自民党形成两大政党之势。1997年其原成員又率先脱离新进党，公明党重新复党，1999年在时任首相小渊惠三的邀请下，公明党与自民党結盟，組成自公連立政權，延續至2009年长达10年之久，自此在每一届内阁中，公明党都获得一个大臣的席位。自民党通過於公明党合作維持在參議院的多數直至2007年參议院选举落敗為止。2009年众议院选举，公明党与盟友自民党都遭遇惨败，连时任党首太田昭宏也在自己的选区中落选，宣布辞去党首职务。9月8日，公明党召开临时全国代表者会议，决定山口那津男为新代表（党首）。
2009年下野后，公明党一直与自民党进行一定的合作，终于在2012年众议院选举中，公明党也一雪前恥，已在9个小选区中全部获胜，并获得22个比例代表议席，总共获得31个议席，并再度联合自民党，重新上台执政。
2014年9月，该党将其英文名从New Komeito改为Komeito。

## 纲领
公明党将自身定位为“平民政党”（庶民の党），奉行“生命，生活，生存”的人權人道作為主义理念。但是公明党反对对抗，提倡协商，並不以意识形态为中心，而是以人權與人道主义理念为中心。

## 政策主张
公明黨大部分成員主張反對修改《日本國憲法》以行使日本國憲法第九條上並未明文禁止的集體自衛權，與一直主張籍修改憲法條文全面解禁並行使集體自衛權的自民黨相左；然而在官方層面上，公明黨對於修改第九條的看法是中立的。由於自民黨自1989年以來無法單獨控制參議院，因此自民黨與公明黨維持同盟關係，使其在執政時得以維持在參議院的控制權。

## 所属议员
國會議員
|        | 議席 |
| ------ | ---- |
| 眾議院 | 24   |
| 參議院 | 21   |
| 計     | 45   |

地方議員
|            | 議席 |
| ---------- | ---- |
| 都道府縣會 | 210  |
| 政令市會   | 199  |
| 特別區會   | 194  |
| 一般市會   | 1920 |
| 町村會     | 433  |
| 計         | 2956 |

議員總數
|      | 議員總數 |
| ---- | -------- |
| 合計 | 3001     |

## 政黨補助金
- 2009年 - 26億1871萬日元
- 2010年 - 23億8900萬日元
- 2011年 - 22億7534萬日元

## 公明黨常任役員會
目前（2012年5月11日以後）公明黨常任役員會名單
| 代表       | 全國代表者會議 議長 | 副代表                             | 幹事長   | 政務調査 會長 | 参議院 幹事長 | 國會對策 委員長 | 幹事長代行 | 選舉對策 委員長 | 總務委員長 | 機關紙 委員長 |
| ---------- | ------------------- | ---------------------------------- | -------- | ------------- | ------------- | --------------- | ---------- | --------------- | ---------- | ------------- |
| 山口那津男 | 太田昭宏            | 草川昭三、北側一雄、白浜一良、松晶 | 井上義久 | 石井啓一      | 木庭健太郎    | 漆原良夫        | 齊藤鐵夫   | 高木陽介        | 大石清司   | 新井秀男      |

## 歷任代表
1964年—1994年（公明党委員長）
| 代 | 委員長     | 在任期間                 |
| -- | ---------- | ------------------------ |
| 1  | 原島宏治   | 1964年11月－1964年12月   |
| 2  | 辻武寿     | 1964年12月－1967年1月    |
| 3  | 竹入義勝   | 1967年1月－1986年12月    |
| 4  | 矢野絢也   | 1986年12月－1989年5月    |
| 5  | 石田幸四郎 | 1989年5月－1994年12月9日 |

1994年—1998年（公明代表）
| 代 | 代表       | 在任期間                     |
| -- | ---------- | ---------------------------- |
| 1  | 藤井富雄   | 1994年12月5日－1997年9月25日 |
| 2  | 濱四津敏子 | 1997年9月25日－1998年11月7日 |

1998年至今（公明党代表）
| 代 | 代表       | 在任期間                     |
| -- | ---------- | ---------------------------- |
| 1  | 神崎武法   | 1998年11月7日－2006年9月30日 |
| 2  | 太田昭宏   | 2006年9月30日－2009年9月8日  |
| 3  | 山口那津男 | 2009年9月8日－2024年9月28日  |
| 4  | 石井啓一   | 2024年9月28日－2024年11月9日 |
| 5  | 齐藤铁夫   | 2024年11月9日至今            |

## 歷屆的變遷

### 眾議院
| 選舉         | 當選數/候選人 | 總數 | 備註           |
| ------------ | ------------- | ---- | -------------- |
| （創黨時）   | 0/-           | 467  |                |
| 第31屆總選舉 | ○25/32        | 486  |                |
| 第32屆總選舉 | ○47/76        | 486  |                |
| 第33屆總選舉 | ●29/59        | 491  |                |
| 第34屆總選舉 | ○55/84        | 511  | 追加承認+1     |
| 第35屆總選舉 | ○57/64        | 511  | 追加承認+1     |
| 第36屆總選舉 | ●33/64        | 511  | 追加承認+1     |
| 第37屆總選舉 | ○58/59        | 511  | 追加承認+1     |
| 第38屆總選舉 | ●56/61        | 512  | 追加承認+1     |
| 第39屆總選舉 | ●45/58        | 512  | 追加承認+1     |
| 第40屆總選舉 | ○51/54        | 511  | 追加承認+1     |
| 第41屆總選舉 | ●42/51        | 500  | 在新進黨的選舉 |
| 第42屆總選舉 | ●31/74        | 480  |                |
| 第43屆總選舉 | ○34/55        | 480  |                |
| 第44屆總選舉 | ●31/52        | 480  |                |
| 第45屆總選舉 | ●21/51        | 480  |                |
| 第46屆總選舉 | ○31/54        | 480  |                |
| 第47屆總選舉 | ○35/51        | 475  |                |
| 第48屆總選舉 | ○34/53        | 475  |                |
| 第49屆總選舉 | ○32/51        | 475  |                |

### 參議院
| 選舉           | 當選數/候選人 | 非改選 | 總席位 | 備註                                        |
| -------------- | ------------- | ------ | ------ | ------------------------------------------- |
| 第4屆通常選舉  | ○3/6          | -      | 250    |                                             |
| 第5屆通常選舉  | ○6/6          | 3      | 250    |                                             |
| 第6屆通常選舉  | ○9/9          | 6      | 250    |                                             |
| （創黨時）     | 15/-          | -      | 250    | 該黨改為今名時                              |
| 第7屆通常選舉  | ○11/14        | 9      | 250    |                                             |
| 第8屆通常選舉  | ○13/14        | 11     | 250    |                                             |
| 第9屆通常選舉  | ●10/10        | 13     | 252    |                                             |
| 第10屆通常選舉 | ○14/45        | 10     | 252    |                                             |
| 第11屆通常選舉 | ○14/15        | 11     | 252    |                                             |
| 第12屆通常選舉 | ○12/14        | 14     | 252    | 追加承認+1                                  |
| 第13屆通常選舉 | ○14/23        | 13     | 252    |                                             |
| 第14屆通常選舉 | ●10/21        | 14     | 252    | 追加承認+1                                  |
| 第15屆通常選舉 | ●10/22        | 11     | 252    |                                             |
| 第16屆通常選舉 | ○14/23        | 10     | 252    |                                             |
| 第17屆通常選舉 | ○13/0         | 11     | 252    | （新進黨57個2的統一会派，維持其改選期議席） |
| 第18屆通常選舉 | ●9/20         | 13     | 252    | 公明、追加承認+2                            |
| 第19屆通常選舉 | ○13/22        | 10     | 247    | （改革俱樂部統一會派1個）                   |
| 第20屆通常選舉 | ○11/20        | 13     | 242    |                                             |
| 第21屆通常選舉 | ●9/24         | 11     | 242    | （之後當選+1）                              |
| 第22屆通常選舉 | ●9/24         | 11     | 242    |                                             |
| 第23屆通常選舉 | ○11/21        | 9      | 242    |                                             |
| 第24屆通常選舉 | ○14/24        | 11     | 242    |                                             |
| 第25屆通常選舉 | ○14/24        | 11     | 242    |                                             |

### 地方政治
- 所属議員：2,956人[6]
  - 都道府縣議會：210人
  - 政令市議會:199人
  - 特別區議会：194人
  - 一般市議会：1,924人
  - 町村議会：429人
- 推薦議員13人[6]
- 政党支部數:431

## 争议

### 选举问题

#### 大阪事件
1957年4月大阪府選舉區参议院補選中，池田大作因被指控指示公明党党员挨户访问选民而遭逮捕，最后被判无罪释放。

#### 新宿冒充投票事件
1968年第8屆日本參議院議員通常選舉中，有创价学会学员被指控冒充缺席者进行投票。其中三人因盗取入场券被逮捕，随后东京地方检察厅对八名学员进行逮捕。

#### 袭击投票所
1969年，由于超过投票时间，失去投票权的公明党支持者对四名投票站人进行集体暴力，随后一人被逮捕起诉。

### 后藤田正晴言论争议
1998年，曾任内阁官房长官的后藤田正晴在其回忆录中评论认为公明党“有点危险”。